# Despite
Despite är ett progressiv/melodisk death metal-band från Göteborg. Despite bildades 1998 av Timmy Leng men det var först efter Alex Losbäck Holstad inträde i bandet som ispelandet av debutalbumet "In Your Despite" skedde. På skivan finns låten "MindPlague" med där den kände svenske sångaren och komikern Knut Agnred framträder som gästartist, för första gången på en låt inom hårdrocksgenren. På Despites andra album "Clenched" som släpptes hösten 2010 samarbetar världsartisten Andreas Kleerup med bandet på låten "Commander of Hate". Vad som mer, hitintills, gett bandet uppmärksamhet, är skivomslagens artwork som gjorts av konstnären Derek Hess.

## Medlemmar
Nuvarande medlemmar
- Peter Tuthill – sång (2012– )
- André Gonzales – gitarr (2012– )
- Zoran Panovic – gitarr (2014– )
- Anthony Cui – basgitarr (2015– )
- Janne Jaloma – trummor (2015– )
- Eldor Pettersson – gitarr (2016– )

Tidigare medlemmar
- Jimmie Strimell – sång (1998–2002)
- Daniel Andersén – gitarr (2000–2002)
- Alex Losbäck Holstad – sång (2007–2011)
- Jonatan "Oktaven" Larsson – gitarr (2010–2011)
- Johan Sporre – gitarr (2009)
- Fredrik Meister – basgitarr (1998–2009)
- John Lidén – gitarr (2006–2009)
- Joseph Astorga – trummor (2006–2009)
- Max Ramström – gitarr (1999–2000)
- Michel Kolic – sång (2011–2012)
- Mathias "Matte D" Dagerhed – basgitarr (2010–2014)
- Oscar Nilsson – trummor (2009–2015)
- Timmy Leng – gitarr (1998–2016)

Gästartister (studio)
- Knut Agnred – sång (2009)
- Andreas Kleerup – stråkinstrument (2011)

## Diskografi
Studioalbum
- 2009 – In Your Despite
- 2010 – Clenched
- 2016 – Synergi

EP
- 2013 – EPic

Singlar
- 2017 – "Breathe"
- 2019 – "Echo Chamber"